# Mit o Sizifu
Mit o Sizifu (franc. Le Mythe de Sisyphe) je knjiga filozofskih eseja francuskog egzistencijalističkog filozofa Alberta Camusa. Djelo je prvi put objavljeno 1942.

## Apsurdno prosuđivanje
Camus poglavlje počinje objašnjavanjem što on smatra glavnim pitanjem filozofije: zahtijeva li nužno samoubojstvo realizacija besmislenosti i apsurda života.
U nastavku objašnjava stanje apsurda – velik dio života gradimo na nadi za sutrašnji dan, a sutrašnji dan nas vodi korak bliže smrti; ljudi žive nesmetano iako su svjesni neizbježnosti smrti.
Camus tvrdi kako ljudi i svijet nisu apsurdni sami po sebi, već apsurd nastaje kada ljudi pokušaju razumjeti nerazumljivosti svijeta. Ističe filozofe koji su se bavili pojmom apsurda: Heidegger, Jaspers, Šestov, Kierkegaard i Husserl, no tvrdi da su izvršili i 'filozofsko samoubojstvo' zaključcima koji su utemeljeni na stvarnom Bogu ili apstraktnom bogu. Tvrdi da bez smisla u životu nema niti ljestvice vrijednosti.
Poglavlje završava trima posljedicama prihvaćanja apsurda, a to su revolt, sloboda i strast.

## Apsurdni čovjek
Poglavljem dominira pitanje kako čovjek apsurda treba živjeti. Tvrdi da se etička pravila ne mogu primijeniti te da je sve dopušteno, ali to ne dovodi do radosti, već do shvaćanja neidealnog stanja života.
Tada kreće s primjerima: Don Juan kao čovjek koji život pun strasti živi što duže može; glumac koji 'oslikava' kratak život zbog kratkoročne slave; te osvajač čije će ime zasigurno ući na par stranica ljudske povijesti.

## Apsurdno stvaranje
Camus istražuje apsurd stvaratelja i umjetnika. Budući da je objašnjenje nemoguće, umjetnost apsurda ograničena je u opisima. 
U nastavku analizira rad Dostojevskog i tvrdi kako njegova djela polaze sa stajališta apsurda i istražuju teme filozofskog samoubojstva. No, posljednja djela Dostojevskog prikazuju put nade i vjere te tako nisu u potpunosti kreacije o apsurdu.

## Mit o Sizifu
U ovom poglavlju Camus navodi mit o Sizifu, te opisuje kako je Sizif živio, zbog čega se zamjerio bogovima, te kako je u jednom trenutku čak uspio i pobijediti boga. No kada biva uhvaćen, Sizif je osuđen na doživotno guranje kamena do vrha planine. Camus zbog toga doživljava Sizifa kao heroja apsurda. 
Uspoređuje Sizifov posao s monotonim poslovima koji današnji ljudi rade i tvrdi kako je svaki od tih današnjih radnika zapravo jednim dijelom Sizif. 
Camusa posebno zanimaju Sizifove misli dok se spušta niz planinu po svoj kamen. To je doista tragičan trenutak u kojem 'heroj' shvaća bezizlazno stanje situacije u kojoj se nalazi. Camus tvrdi da je Sizif u tim trenucima donekle sretan jer ga ispraznost posla koji radi ne drži podalje od neizvjesnosti. On istovremeno shvaća ispraznost svog posla, ali ga zadovoljno prihvaća kao takvog.

## Dopuna
U dopuni se Camus bavi radom Franza Kafke. Tvrdi kako Kafkin rad sjajno prikazuje stanje apsurda, ali da zbog tračka nade koji neprimjetno 'ugrađuje' u svoja djela Kafka ipak ne uspijeva postati pravi književnik apsurda.

### Metafora Sizifa
Za Sizifove muke nema kraja na vidiku, niti su im kraj bogovi predvidjeli. Također, u tom mučnom konstantnom guranju kamena ne pronalazi se niti smisao, niti značenje.
Upravo je to metafora koju Camus koristi za čovječanstvo. Ako na trenutak uklonimo pojmove bogova, raja i pakla, tada smo ostavljeni sami s doživotnom borbom koju ćemo na kraju ipak zasigurno izgubiti. Smrt ne dolazi kao oslobođenje od naših borbi, već kao negacija svega što smo postigli vlastitim trudom. 
Bez obzira na to sve, svjestan smrti i toga da je svaki čovjek poražen i prije nego što započne borbu, Camus ipak pita: možemo li biti sretni?
Možemo, jer kako sam poručuje na nekoliko mjesta u tekstu – život nije apsurd. Apsurd je život. Ta bolna borba u kojoj smo svi primorani sudjelovati je jedino za što znamo i zato nemamo drugog izbora. Ona je jedina 'opipljiva' mogućnost koja nam se nudi, jer sve ostalo je nada ili vjera. U ovom se svijetu pojedinac mora suočiti s ograničenjima vlastitog znanja:
Ne znam ima li ovaj svijet smisao koji ga nadrasta. Međutim, znam da ne poznam taj smisao i da mi je, za sada, nemoguće poznati ga. Što za mene znači smisao izvan mog života? Mogu razumjeti samo ljudskim pojmovima. Ono što dodirujem, ono što mi se opire, eto što razumijem. (...) Kakvu drugu istinu priznati mogu a da ne lažem, a da ne umiješam nadu koje nemam i koja ne znači ništa u granicama mog držanja?
Bez upotrebe pojmova viših sila ili stvoritelja, Camus odlučuje koristiti samo ono u što je siguran kako bi odgovorio na vlastito pitanje. Ne može apelirati na poruke vjere, jer se vjera temelji na stoljećima tradicije i dogmi. 
Tamo gdje Kierkegaard nalazi stajalište u postojanju blagonaklonog Boga, Camus ne vidi ništa drugo osim nostalgije, tek naklonjenost iluziji reda.

### Prihvaćanje apsurda života
Svjesnost apsurda je doista put bez povratka. Nema vjere, niti povratka njoj – jer tako nešto bi bilo potpuno samozavaravanje. 
Camus na neki način klinč vjere i apsurda opisuje kao 'filozofsko samoubojstvo'. Dosljednost i samosvjesnost formiraju bazu apsurda života.
Čovjek ima dva izbora. Prvi je da odbije život i počini samoubojstvo, ali čineći to on dopušta apsurdu da ga pobijedi. Druga mogućnost je da postane buntovnik konstantno odbacujući spoznaju smrti kao neizbježne. Ovdje Camus smanjuje metaforiku i započinje diskusiju o samosvjesnosti u svakodnevnom životu. Način života u današnjoj sredini u kojem se skoro svaki način rada na poslu ne mijenja iz dana u dan i stalno se ponavlja za Camusa predstavlja i tragediju i komediju odjednom. U takvom svijetu nema mjesta za individualizam, slobodnije izražavanje i nema višeg značenja osim preživljavanja od danas do sutra. 
Površno gledajući iz perspektive čovjeka koji živi život apsurda vrsta egzistencije u kojoj se iz dana u dan ništa ne mijenja je komična, nešto poput klauna koji uvježbanu točku izvodi u svakoj predstavi. Prihvatiti komičnost takvog načina života i postati svjestan apsurda znači mogućnost izbjegavanja beskonačnih tragičnih ponavljanja. 

### Samoubojstvo kao bijeg od apsurda?
Samoubojstva i razlozi zbog kojih smo ih kadri počiniti razlikuju se od slučaja do slučaja. Na krajnji i nepopravljivi čin čovjeka navede bolest ili nesreća, ponekad čast ili vrlina. Mnogi se nađu na rubu ponora, manje onih koji su spremni sunovratiti se u nj. Pred takvim iskušenjima najodlučniji se vinu s onu stranu ruba, najočajniji također. Camus shvaća uzroke i smisao samoubojstva, te koliko je ono zapravo rješenje apsurda. Zato tvrdi:
Umrijeti dragovoljno znači da je čovjek, čak i instinktivno, osjetio podrugljivi značaj te navike, odsutnost svakog dubljeg razloga za život, besmislenu narav svakidašnjeg kretanja i beskorisnost patnje.
Oni manje odlučni ipak ostanu još neko vrijeme među nama, no u njima uvijek ostane samoubojstvo kao crv koji možda rješava problem. Camus je napisao: 
Na tu zadnju prekretnicu, gdje se misao dvoumi, mnogo je ljudi stiglo, čak i među onim malenim. Ti su se odricali tada onoga što im je najdraže, vlastita života. Drugi, prinčevi duha, odricali su se također, no oni su, u svom najčistijem buntu, pristupali samoubojstvu svoje misli.

### Besmrtnost i heroji apsurda
U tragikomičnoj prirodi svakodnevnog života Camus ispituje elemente različitih života (životnih poziva): osvajač, glumac, zavodnik, pisac... Kreativnost je za Camusa vrlo bitna i jaka forma bunta jer plodovi kreativnog načina života mogu donijeti mogućnost (ograničene) besmrtnosti.
Ipak, svjestan je da većina ljudi jednostavno nije u mogućnosti potpuno posvetiti svoj život umjetnosti ili književnosti, ali sama borba za to ili bar jednim dijelom posvetiti se tome, već je dobar početak. 
Istinski heroj apsurda nije nužno ratnik ili umjetnik, već običan čovjek koji shvaća neizbježnost smrti, a ipak se protiv nje bori. 

### Sizif i Don Juan
Je li Don Juan tužan? To nije jamačno – riječi su iz podpoglavlja Donhuanizam. Don Juan nije tužan jer konstantno dobiva ono što želi. On je jedan od onih koji poznaje svoje granice i nikada ih ne prelazi. Njegova je jedina granica fizička smrt. Sizif pak prelazi svoje granice i to ga u konačnici dovodi do glavnog problema. Za Don Juana je život ispunjen i njemu nema ništa gore od izgubiti ga. On je shvatljiv samo ako ga gledamo kao najobičnijeg zavodnika sa svim njegovim manama. Dakle iako je percipiran kao nedodirljiv i savršen, on je itekako svjestan svojih mana te zna da mu je lako stati na kraj i stoga je apsurdan. 
Sizif pak misli da je dovoljno dovitljiv (što uistinu i jest) i neuhvatljiv i tu čini grešku prelazeći granicu. On svojih mogućnosti postaje svjestan tek kada dobije kaznu.
S druge strane Don Juan zna da će ga sustići starost i 'kazna'. Na to je potpuno spreman. I kada ga, prema legendi, franjevci ubijaju on zapravo zna da je, iako apsurdan, na neki način pobijedio, jer življenje mu je osiguralo njegovu nevinost. Samo mu je smrt nametnula grijeh, sada legendaran.
Sizif i Don Juan, iako potpuno nespojivi, ipak imaju određene dodirne točke. Obojica su iz različitog vremena, različitog 'zanimanja', ali zajedno su utjelovljenje apsurda. Time Camus pokazuje kako apsurd života zapravo ne poznaje ni vrijeme, a ni mjesto.

### Smisao Sizifove kazne
Uzimanje Sizifa kao glavnog junaka apsurdnog načina života nalazi se u tome da je život proživio kroz trgovinu, laž i krađu ne ostavljajući ništa vrijedno iza sebe. Kada Sizif dospijeva na svoju planinu i dobiva kamen koji mora gurati čini se da on tek tada postaje svjestan kako je za kaznu apsurdnog života i pokušaja izbjegavanja smrti kako bi živio dalje apsurdan život, dobio upravo apsurdan život u besmrtnosti. Camusa upravo to zanima kod Sizifa, a to i kaže:
Na samu svršetku toga teška napora, određena prostorom bez neba i vremenom bez dubine, cilj je postignut. Tada Sizif promatra kamen kako se za nekoliko trenutaka spušta prema tom nižem svijetu, odakle ga opet valja uzgurati do vrha. On iznova silazi u podnožje. Baš za vrijeme toga odmora, zanima me Sizif. Lice koje se pati u neposrednoj blizini kamena već je i samo kamen! Vidim toga čovjeka kako iznova silazi tromim ali jednakim korakom spram muci kojoj ne pozna svršetka. Taj čas koji je kao predah i koji se, također, pouzdano vraća poput njegove patnje, taj čas je čas svijesti. U svakom od tih trenutaka, kada on napušta vrh i spušta se malo-pomalo spram skloništima bogova, on je nadmoćniji od svoje sudbine. On je jači od svoje stijene. Ako je ovaj mit tragičan, to je stoga što je njegov junak svjestan. Zbilja, gdje bi bila njegova muka kad bi ga nada u uspjeh na svakom koraku podržavala?

### Smisao djela
Ono što je Camus napisao u svom djelu Mit o Sizifu jaka je i individualna ateistička polemika. U ovom konzumerističkom društvu 21. stoljeća doista je teško zamisliti život kao strastvenu borbu protiv besmislene smrti. Kreativnost je potisnuta do krajnjih granica, a ako nije, tada se pretvara u natjecanje. 
Stvaranje umjetnosti rijetki shvaćaju kao mogućnost besmrtnosti jer većina besmrtnost doživljava kroz fizičku percepciju beskrajnog kucanja srca i rada moždanih stanica. No čak da to i postignu, oni ipak ne bi bili besmrtni. Iz dana u dan doživljavali bi apsurd i ispraznost ostavljajući iza sebe minimum koji treba za preživljavanje, a ništa po čemu bi dosegli viši smisao života.